# Saldanha (Mogadouro)
Saldanha es una freguesia portuguesa del municipio de Mogadouro, en el distrito de Braganza. Según el censo de 2021, tiene una población de 133 habitantes.
En el municipio hay tres núcleos de población: Saldanha, Gregos y Granja.
La freguesia de Saldanha ocupa un área bastante montañosa, a unos 15 km al nordeste de la capital del municipio, limitando ya con los de Vimioso y Miranda do Douro. En su patrimonio histórico-artístico destaca la iglesia parroquial, dedicada a San Nicolás, cuyo elemento más valioso es el altar de San Antonio.